# تاريخ فرنسا السياسي
يغطي التاريخ السياسي لفرنسا، تاريخ الحركات السياسية وأنظمة الحكم في دولة فرنسا، منذ المراحل الأولى من تاريخ البلاد حتى يومنا هذا. ويمكن اعتبار أن هذا التاريخ السياسي بدأ مع تشكيل مملكة فرنسا واستمر حتى اليوم.
إن التاريخ السياسي هو عبارة عن سرد لكل من الأحداث السياسية والأفكار والحركات وأجهزة الحكومة والناخبين والأحزاب والقادة واستعراضها، ويرتبط ارتباطًا وثيقًا بمجالات التاريخ الأخرى، بما في ذلك التاريخ الدبلوماسي والتاريخ الدستوري والتاريخ الاجتماعي وتاريخ الشعب والتاريخ العام، ويدرس تنظيم السلطة وآلية عملها في المجتمعات الكبرى.

## المَلَكيّة الفرنسية
إن مملكة فرنسا هو الاسم التاريخي أو المصطلح الشامل الذي أُطلق على كيانات سياسية مختلفة في فرنسا في العصور الوسطى والحقبة الحديثة المبكرة. وكانت هذه المملكة واحدة من أقوى الدول في أوروبا منذ العصور الوسطى العليا، وقوة استعمارية مبكرة امتلكت مستعمرات في كل من آسيا وأفريقيا، أكبرها فرنسا الجديدة في أمريكا الشمالية.

### الأصول
نشأت فرنسا في الأصل تحت اسم مملكة الفرنجة الغربية أو (فرانسيا الغربية)، النصف الغربي من الإمبراطورية الكارولنجية، وذلك بموجب معاهدة فيردان (843). استمر فرع من السلالة الكارولنجية في الحكم حتى عام 987، حين انتُخب أوغو كابيه ملكًا وأسس لسلالة الكابيتيون. ظلت تُعرف المنطقة باسم فرانسيا وحاكمها باسم ريكس فرانكوروم («ملك الفرنجة») حتى العصور الوسطى العليا. كان الملك فيليب الثاني هو أول ملك أطلق على نفسه اسم ريكس فرانسي («ملك فرنسا»)، في عام 1190، ورسميًا منذ عام 1204. حكم الكابيتيون وفروعهم اللاحقة بقيادة آل فالوا وآل بوربون فرنسا، منذ ذلك الحين حتى إلغاء النظام الملكي في عام 1792 خلال الثورة الفرنسية. حُكمت مملكة فرنسا أيضًا من خلال اتحاد شخصي مع مملكة نبرة على مدى حقبتين زمنيتين (1328-1284) و (1620-1572)، ألغيت بعد ذلك هيئات مملكة نبرة وألحقت بفرنسا بالكامل (بالرغم من أن ملك فرنسا استمر في استخدام لقب «ملك نبرة» حتى نهاية النظام الملكي).
كانت فرنسا في العصور الوسطى عبارة عن نظام ملكي إقطاعي لا مركزي، وكانت سلطة الملك الفرنسي في كل من بريتاني وكتالونيا (الآن جزء من إسبانيا) وكذلك أقطانية محسوسة بالكاد.
أما لورين وبورغوندي فكانتا ولايتين تابعتين للإمبراطورية الرومانية المقدسة ولم تصبحا جزءًا من فرنسا بعد. انتُخب ملوك الفرنجة الغربيين بدايةً من قبل رجال الدين العلمانيين والكنسيين، لكنّ التتويج المنتظم للابن الأكبر للملك الحاكم خلال حياة والده، أرسى مبدأ حق الابن الذكر البكر في الحكم، والذي دُوّن ضمن القانون السالي.
أدى التنافس الذي حصل خلال أواخر العصور الوسطى بين سلالة الكابيتيين وحكام مملكة فرنسا وأتباعهم من أسرة بلانتاجانت، الذين حكموا أيضًا مملكة إنجلترا كجزء مما يسمى الإمبراطورية الأنجوية المنافسة، إلى العديد من الصراعات المسلحة. أشهر تلك الصراعات هي سلسلة الصراعات المعروفة باسم حرب المئة عام (1453-1337) التي طالب فيها ملوك إنجلترا بالعرش الفرنسي. بعد خروج فرنسا منتصرةً من تلك الصراعات المذكورة، سعت لاحقًا إلى مد نفوذها إلى إيطاليا، لكنها هُزمت على يد إسبانيا والإمبراطورية الرومانية المقدسة في الحروب الإيطالية التي تلت ذلك (1559- 1494).

### النظام القديم
النظام القديم هو النظام السياسي والاجتماعي لمملكة فرنسا منذ أواخر العصور الوسطى (نحو 1500) حتى عام 1789 والثورة الفرنسية التي ألغت النظام الإقطاعي للنبالة الفرنسية (1790) والمَلَكيّة الوراثية (1792). حكمت سلالة فالوا خلال حقبة النظام القديم حتى عام 1589 واستُبدلت لاحقًا بسلالة بوربون. يُستخدم هذا المصطلح أحيانًا للإشارة إلى الأنظمة الإقطاعية المماثلة في ذلك الوقت في أماكن أخرى من أوروبا، مثل سويسرا الحديثة المبركة.
كانت فرنسا في أوائل العصر الحديث مركزية بشكل متزايد؛ بدأت اللغة الفرنسية في إزاحة اللغات الأخرى من الاستخدام الرسمي، ووسع الملك سلطته المطلقة في النظام الإداري المعقد بفعل المخالفات التاريخية والإقليمية في النظام الضريبي، والتقسيمات القانونية والقضائية والكنسية والامتيازات المحلية. انقسمت فرنسا دينيًا بين الأغلبية الكاثوليكية والأقلية البروتستانتية، الهوغونوتيون، ما أدى إلى سلسلة من الحروب الأهلية، حروب فرنسا الدينية (1598-1562). أقعدت الحروب الدينية فرنسا وكبّلتها، لكنّ الانتصار على إسبانيا ومَلَكيّة هابسبورغ في حرب الثلاثين عامًا جعل من فرنسا أقوى دولة في القارة مرة أخرى. أصبحت المملكة الفرنسية القوة الثقافية والسياسية والعسكرية المهيمنة في أوروبا في القرن السابع عشر في عهد لويس الرابع عشر. بالتوازي مع ذلك، طورت فرنسا إمبراطوريتها الاستعمارية الأولى في آسيا وإفريقيا والأمريكتين.
تطورت الهياكل الإدارية والاجتماعية للنظام القديم في فرنسا عبر سنوات من بناء الدولة والقوانين التشريعية (مثل قانون بلدية فيلير كوتيري) والصراعات الداخلية. أعاقت الحروب الدينية التي استمرت منذ عام 1526 حتى عام 1598، محاولات سلالة فالوا للإصلاح وإعادة فرض السيطرة على المراكز السياسية المتناثرة في البلاد. خلال عهد أسرة بوربون، ركزت الكثير من عهود الملك هنري الرابع (حكم منذ عام 1610-1589) والملك لويس الثالث عشر (حكم منذ عام 1643-1610) والسنوات الأولى من حكم الملك لويس الرابع عشر (حكم منذ عام (1715-1643) على المركزية الإدارية. على الرغم من فكرة «المَلَكيّة المطلقة» (التي يجسدها حق الملك في إصدار الأوامر الملكية من خلال خطابات الختم) والجهود المبذولة لإنشاء دولة مركزية، بقيت فرنسا بنظامها القديم بلدًا يعاني من مخالفات نظامية: كثيرًا ما تداخلت التقسيمات والامتيازات الإدارية والقانونية والقضائية والكنسية، بينما ناضل النبلاء الفرنسيون للحفاظ على حقوقهم في شؤون الحكم المحلي والعدالة، واحتجت الصراعات الداخلية القوية (مثل صراع فروند) على هذه المركزية.

### الحروب الأهلية 1653-1648
الفروند هي سلسلة من حروب أهلية في مملكة فرنسا بين عامي 1648 و1653، حدثت في خضم الحرب الفرنسية الإسبانية، التي بدأت في عام 1635. واجه الملك لويس الرابع عشر معارضة مشتركة من الأمراء والنبلاء والمحاكم (البرلمانات) وكذلك معظم الشعب الفرنسي، إلا أنه تمكن من إخضاعهم جميعًا. بدأ النزاع عندما أصدرت الحكومة الفرنسية سبعة مراسيم خاصة بالشؤون المالية، ستة منها لزيادة الضرائب. قاومت البرلمانات وشككت في دستورية تصرفات الملك وسعت إلى التحقق من سلطاته.
قُسّمت الفروند إلى حملتين، الفروند البرلمانية وفروند الأمراء. كان توقيت اندلاع الفروند البرلمانية مباشرةً بعد صلح وستفاليا (1648) الذي أنهى حرب الثلاثين عامًا، ذو دلالة هامة. أصبحت نواة العصابات المسلحة التي أرهبت أجزاء من فرنسا تحت حكم الزعماء الأرستقراطيين خلال تلك الحقبة الزمنية، أكثر صلابة خلال جيل من الحرب في ألمانيا، حيث كان العسكر لا يزال يميل إلى العمل بشكل مستقل. جاء الملك لويس الرابع عشر، معجبًا بتجربة الفروند كحاكمٍ شاب، ليعيد تنظيم القوات الفرنسية المقاتلة في تسلسلٍ هرمي أكثر صرامة، يمكن للملك من خلاله في النهاية، تعيين قادة القوات أو خلعهم. أخطأ الكاردينال مازاران اتجاهه في الأزمة، لكنه خرج متقدمًا بفارق كبير في النهاية.
استفادت الإمبراطورية الإسبانية، التي سبق وقامت بتعزيز حرب الفروند إلى درجة أنه لولا دعمها هذا لكان لها طابع أكثر محدودية، من الاضطرابات الداخلية في فرنسا، نظرًا لمساهمتها في نجاح الجيش الإسباني المتجدد في حربه ضد الفرنسيين بين عامي 1647 و1656، لدرجة أن عام 1652 يمكن اعتباره (أنوس ميرابيليس) سنة العجائب الإسبانية. ولن يتغير الوضع لصالح فرنسا، إلا بالتدخل الإنجليزي اللاحق الذي اتخذ شكل الحرب الإنجليزية الإسبانية (1660-1654).